# Lola Blanc
Kandice Marie Melonakos (nascuda el 20 de desembre de 1987), més coneguda pel seu nom artístic Lola Blanc, és una cantant, compositora, directora, escriptora, podcaster i actriu estatunidenca. Com a música, Playboy l'ha declarat "estrella en ascens", i "algú per veure" per Ladygunn Magazine. Blanc va coescriure el senzill top 40 de Britney Spears "Ooh La La".
Blanc ha aparegut en programes de televisió com American Horror Story: Hotel; també ha col·laborat escrivint per a Vice.com, després d'haver escrit sobre una sèrie de temes, com ara l'edatisme a la indústria de la música i la seva experiència en creure en un líder de culte.
El 2019, Blanc va co-fundar Fatale Collective, un col·lectiu de cinema de terror totalment femení. El seu curtmetratge d'antologia de debut, "Bleed", va ser al Fantastic Fest i a diversos festivals de cinema de gènere, i també va guanyar el Premi del Director a l'èxit cinematogràfic en un curtmetratge a FilmQuest.

## Primers anys
Blanc va néixer a Baviera, Alemanya, però es va criar principalment en una granja a Fremont (Michigan). Criada en la fe mormona per un pare grec-americà que estava a la CIA i una mare parlant motivadora, va passar gran part de la seva infància escrivint cançons i actuant com a ventrílocua i subhastadora amb la seva mare i el seu germà, que realitzaven màgia i art d'escapisme.
Quan Blanc era una preadolescent, la seva mare va ser l'objectiu d'un impostor religiós que es feia passar per un autèntic profeta LDS que va jugar amb les seves creences i la va atraure a la seva xarxa. Blanc va trobar les seves cartes i també va creure en ell; va ser separada temporalment de la seva mare, que va ser coaccionada al tràfic d'éssers humans fins que un còmplice que va canviar d'opinió la va salvar. Es van reunir ràpidament. Finalment, Lola es va traslladar a Los Angeles, on ara resideix i es dedica a temps complet a la música.

## Música i carrera
Lola Blanc ha escrit cançons al costat de productors i compositors com ara Sophie, Ammo, Fernando Garibay, Jimmy Harry, Jon Levine, TheFatRat i més.
Blanc va coescriure originalment el senzill de Britney Spears Ooh La La amb Fransisca Hall i el productor Ammo per al seu propi projecte; el títol pretenia ser una obra de teatre amb el seu nom. Quan Dr. Luke ho va sentir, va pensar que seria perfecte per a Spears i va portar els compositors Bonnie McKee i J. Kash a reescriure la lletra perquè s'adaptissin millor a Spears i Els barrufets 2.

### Actuació
Blanc ha fet aparicions en programes de televisió com American Horror Story: Hotel i Life in Pieces a CBS; també ha actuat en diversos llargmetratges i curtmetratges indie. El 2011, va interpretar a la noia d'ulls verds a la pel·lícula del cineasta Joshua Leonard, The Lie. El 2015, va interpretar a The Undertaker al curtmetratge en línia de Max Landis "Wrestling Isn't Wrestling". El 2021 va aparèixer al llargmetratge Venus as a Boy protagonitzada per Ty Hodges i Olivia Culpo.

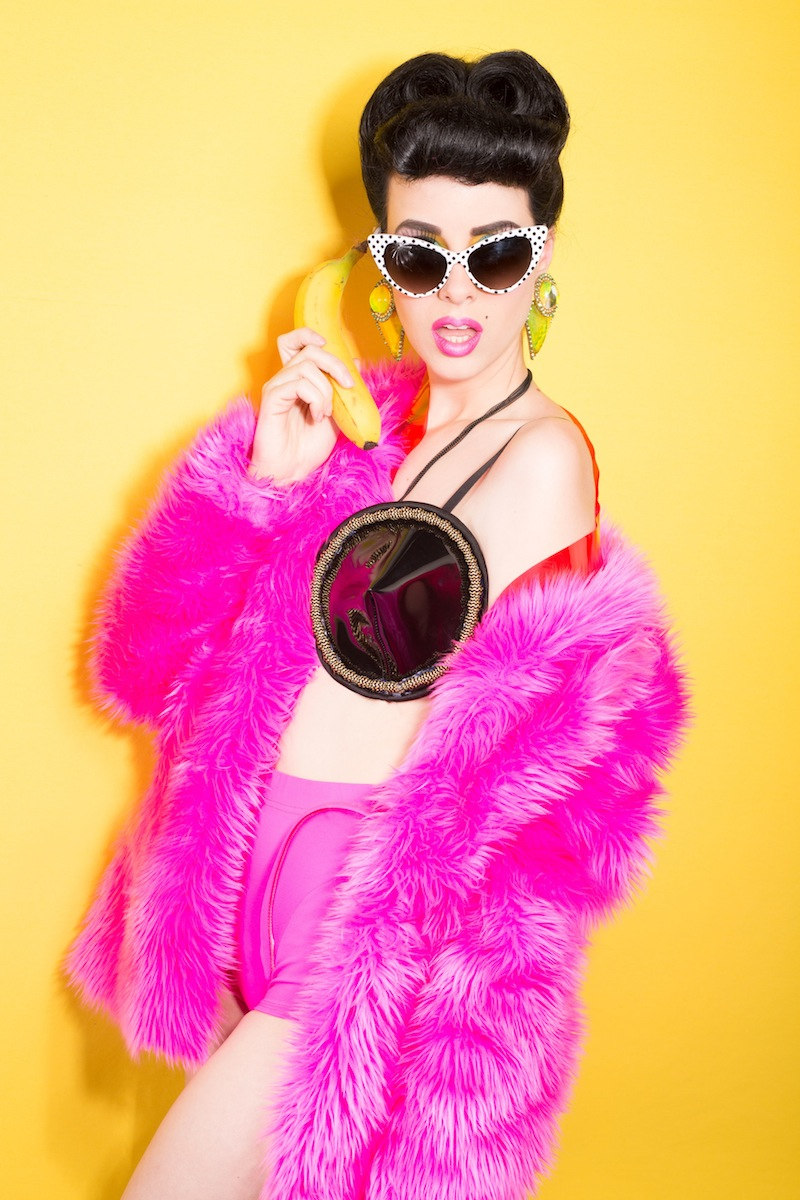
Lola Blanc el 2013

### Documental
Blanc apareix com a "antic membre del culte/podcaster" en diversos episodis del documental de Netflix del 2023 "How to Become a Cult Leader." Tot i que no s'esmenta la seva experiència específica, proporciona coneixements i anàlisis de líders de cultes famosos.

### Podcast
Blanc coorganitza un podcast anomenat "Trust Me: Cults, Extreme Belief, and Manipulation."

## Col·laboracions
Blanc ha estat fotografiada i filmada per a diverses marques de moda i bellesa, com ara Vera Wang Princess, Make Up For Ever, Pinup Girl Clothing i Lime Crime Makeup. La maquilladora famosa de YouTube Michelle Phan ha utilitzat diverses de les cançons de Blanc (Shangri-La, April Fools i Bad Tattoo) als seus vídeos tutorials.
Blanc també ha protagonitzat diversos vídeos musicals; interpreta el paper principal al vídeo musical d'Interpol per a "Lights" i el vídeo de Tiger Army per "Prisoner of the Night", entre altres; també apareix al vídeo musical de la cançó de LMFAO "Sexy and I Know It", així com al vídeo musical de Lifehouse de la cançó "Halfway Gone".